# Pellegrinia
Pellegrinia es un género de plantas fanerógamas perteneciente a la familia Ericaceae.  Comprende 28 especies descritas y de estas, solo 6 aceptadas.

## Taxonomía
El género  fue descrito por Hermann Otto Sleumer y publicado en Notizblatt des Botanischen Gartens und Museums zu Berlin-Dahlem 12(113): 279, 287–288. 1935. La especie tipo es: Pellegrinia grandiflora (Ruiz & Pav. ex G. Don) Sleumer	

## Especies aceptadas
A continuación se brinda un listado de las especies del género Pellegrinia aceptadas hasta febrero de 2014, ordenadas alfabéticamente. Para cada una se indica el nombre binomial seguido del autor, abreviado según las convenciones y usos.
- Pellegrinia coccinea (Hoerold) Sleumer
- Pellegrinia dichogama (Cuatrec.) Sleumer
- Pellegrinia grandiflora (Ruiz & Pav. ex G. Don) Sleumer
- Pellegrinia guascensis (Cuatrec.) Sleumer
- Pellegrinia harmsiana (Hoerold) Sleumer
- Pellegrinia hirsuta (Ruiz & Pav. ex G. Don) Sleumer